# David Martin (calciatore)
David Martin (1859 – 31 agosto 1946) è stato un calciatore nordirlandese, di ruolo difensore.

## Palmarès

### Club

#### Competizioni nazionali
- Irish Cup: 1

Cliftonville: 1882-1883